# 赖祖涵
赖祖涵（1921年9月—2006年3月），男，福建福州人，中国物理学家，东北大学教授，曾任第五、六、七、八届全国政协委员。
赖祖涵长期从事材料物理和断裂力学方面的教学和科研工作，出版了《金屬的晶體缺陷與カ學性質》、《斷裂力學原理》等著作。90年代多次列入美国名人录。